# BEAUTIFUL FRIDAY〜HANAKIN〜
「BEAUTIFUL FRIDAY〜HANAKIN〜」（ビューティフル フライデー〜ハナキン〜）は、2007年4月6日から2010年9月24日までNACK5で放送されていたラジオ番組である。毎日、テーマを設けそのテーマに沿った話題をリスナーからFAX、メールで募集し番組内で読んでいた。
後番組は「大野勢太郎 HYPER RADIO」。

## 概要・エピソード
- 当番組開始までは「WARMING-UP MUSIC」が放送されていたが、NACK5平日帯番組の多くが月曜日から木曜日までの放送であることから、その流れに合わせる形で金曜日の「WARMING-」放送を取り止めた。なお当番組で「ラジオ朝市」など「WARMING-」の一部コーナーが放送されている。
- 当番組パーソナリティの庄司は、ラジオ・FMに於いてのレギュラー番組はこれが初めてであったが、番組開始からして間もなくこの番組はNACK5の第155回番組審議会にて審議され、審議委員から概ね好評を得た。その中には「初めてのラジオでこれだけこなす経験、エネルギーはすばらしい」と評価した人もいた。
- 2008年初めの関東地区のラジオ・FMの聴取率調査にて、当番組が首都圏で同じ時間帯に一番多く聴かれているラジオ・FM番組だという結果が出て、2008年4月7日、NACK5よりこのことで表彰を受けた。
- 番組でプレゼントしている番組特製のオリジナル・エコバッグは、デザイン等プロの業者に依頼すると余りにも高価になるため、番組の予算の都合上、庄司自身が自分の友人・知人にデザイン等を頼んで作ってもらった為、大幅にコストを削減して作ることができたという。

## タイムテーブル
- 6:00　Opening
- 6:01　NACK5 NEWS
- 6:10　お出かけ情報（NACK5 TRAFFIC）
- 6:12　お出かけ情報（電車＆AIR LINE【羽田】）
- 6:13　WEEKEND WEATHER【ウェザーニューズ】
- 6:18　HANAKIN エンタメ・ファイル!
- 6:30　NACK5 特選市
- 6:43　お出かけ情報（NACK5 WEATHER＆電車＆AIR LINE）
- 6:45　お出かけ情報（NACK5 TRAFFIC）
- 6:53　HANAKIN TREND
- 7:00　NACK5 NEWS
- 7:11　お出かけ情報（NACK5 WEATHER＆電車＆AIR LINE）
- 7:13　お出かけ情報（NACK5 TRAFFIC）
- 7:26　通勤コツコツ体操
- 7:34　WEEKEND MAGAZINE
- 7:43　お出かけ情報（NACK5 WEATHER＆電車＆AIR LINE）
- 7:45　お出かけ情報（NACK5 TRAFFIC）
- 7:50　DRIVE NAVI
- 8:00　NACK5 NEWS
- 8:05　ハナキンABC
- 8:10　お出かけ情報（NACK5 WEATHER＆電車＆AIR LINE）
- 8:12　お出かけ情報（NACK5 TRAFFIC）
- 8:15　モーニング・スクエア
- 8:25　NACK5 特選市
- 8:30　お出かけ情報（NACK5 TRAFFIC）
- 8:32　佐伯チズ 佐伯式エール
- 8:53　お出かけ情報（NACK5 WEATHER＆電車＆AIR LINE）
- 8:55　お出かけ情報（NACK5 TRAFFIC）
- 8:57　Ending